# Arianna Garibotti
Arianna Garibotti (Genova, 1989. december 9. –) olasz válogatott vízilabdázónő, az AS Orizzonte Catania játékosa.

## Nemzetközi eredményei

### Junior válogatottként
- Junior Európa-bajnoki 4. hely (Kirishi, 2006)
- Junior Európa-bajnoki ezüstérem (Haniá, 2007)
- Junior Európa-bajnok (Győr, 2008)
- Junior Európa-bajnoki ezüstérem (Nápoly, 2009)

### Felnőtt válogatottként
- Világliga ezüstérem (Cosenza, 2006)
- Európa-bajnoki ezüstérem (Belgrád, 2006)
- Világbajnoki 9. hely (Róma, 2009)
- Európa-bajnoki 4. hely (Zágráb, 2010)
- Világliga 6. hely (Peking, 2013)
- Világliga ezüstérem (Kunshan, 2014)
- Világbajnoki bronzérem (Kazany, 2015)
- Európa-bajnoki bronzérem (Belgrád, 2016)
- Olimpiai ezüstérem (Rio de Janeiro, 2016)
- Világbajnoki 6.hely (Budapest, 2017)
- Európa-bajnoki 6.hely (Barcelona, 2018)
- Világliga ezüstérem (2019, Budapest)
- Világbajnoki 6.hely (Gwangju, 2019)
- Európa-bajnoki 5.hely (Budapest, 2020)